# Биоцентризм (космология)
Это статья о космологической концепции, о ценности интересов живой природы см. Биоцентризм
Биоцентризм, биоцентрическая вселенная — концепция, предложенная в 2007 году американским учёным в области регенеративной медицины и биологии Робертом Ланцой, который видит биологию как центральную науку во Вселенной и ключ к пониманию других наук. Биоцентризм утверждает, что биологическая жизнь создаёт окружающую нас реальность, время и вселенную — то есть жизнь создаёт вселенную, а не наоборот. Он утверждает, что в настоящее время теории физического мира не работают и никогда не будут работать, до тех пор, пока они не будут отталкиваться, как от исходной точки — от жизни во вселенной и её разумного начала.

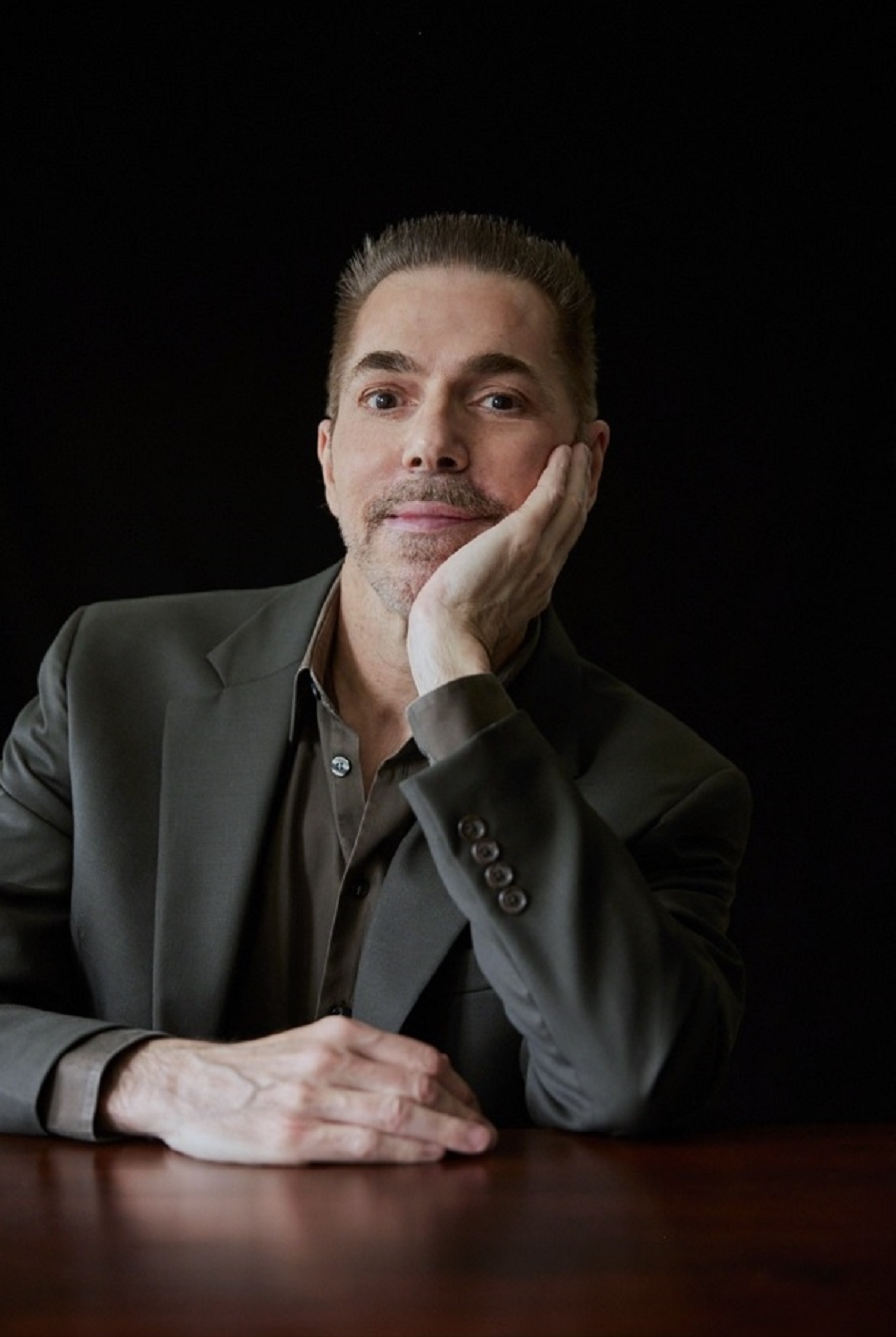
Роберт Ланца

В настоящее время физика считается основой для изучения Вселенной, а химия фундаментом для исследования жизни, однако, биоцентризм утверждает, что фундаментом для остальных наук должна быть биология, и претендует на звание «теории всего».
Роберт Ланца считает, что будущие эксперименты, в частности, по крупномасштабной квантовой суперпозиции, подтвердят или поставят под сомнение его теорию.
Ланца развивал свою теорию в нескольких книгах: «Beyond Biocentrism: Rethinking Time, Space, Consciousness, and the Illusion of Death» (2016) и «The Grand Biocentric Design: How Life Creates Reality» (2020), написанная в соавторстве с физиком Matej Pavšič.
В 2023 году Ланца совместно с известной автором-фантастом Нэнси Кресс опубликовал роман «Observer», основанный на идеях биоцентризма.

## Принципы
Роберт Ланца предлагает семь принципов биоцентризма, которые он считает выводящимися из научных данных.
1. восприятие реальности — это процесс, в котором непосредственно участвует наше сознание. Если бы «внешняя» реальность существовала, то она по определению должна была бы находиться в пространстве. Но это не имеет значения, так как время и пространство являются не абсолютной реальностью, а лишь категориями мышления, помогающими постигать мир.
2. наши внешние и внутренние ощущения неразрывно связаны. Они не могут быть разделены, как две стороны одной медали.
3. поведение элементарных частиц — на самом деле любых частиц и объектов — неразрывно связано с наличием наблюдателя. При отсутствии сознающего наблюдателя все элементы реальности в лучшем случае существуют в неопределенном состоянии и представляют собой вероятностные волны.
4. без участия сознания «материя» пребывает в неопределенном вероятностном состоянии. Если Вселенная и существовала до появления сознания, то только в вероятностном состоянии.
5. вся организация Вселенной объяснима только с позиций биоцентризма. Вселенная тонко настроена для поддержания жизни, и это совершенно логично, если жизнь создает Вселенную, а не наоборот. Вселенная — это просто полностью непротиворечивое пространственно-временное представление самой себя.
6. время как таковое не существует вне чувственного восприятия, свойственного человеку и животным. Время — это процесс постижения изменений, происходящих в окружающей нас Вселенной.
7. пространство, как и время, не является ни объектом, ни феноменом. Пространство — это еще одна форма восприятия, помогающая живым организмам воспринимать мир, и не является независимым компонентом реальности. Мы несем за собой пространство и время, как черепаха тащит свой панцирь. Соответственно, не существует абсолютной самодовлеющей матрицы, в которой физические явления протекали бы независимо от жизни.

## Критика
Биоцентрическая гипотеза Ланцы была встречена неоднозначно.
Лауреат Нобелевской премии доктор Эдвар Донналл Томас заявил, что «Ни одно короткое утверждение не может отдать должного такой научной работе. Работа представляет собой академическое рассмотрение науки и философии, в котором биология играет центральную роль в объединении всего.».
Дэвид Томсон, астрофизик из Центра космических полетов Годдара, который принадлежит НАСА, сказал, что работа Ланцы — это «пробуждающий звонок»..
Врач и автор книг о нетрадиционной медицине Дипак Чопра назвал идеи Ланцы о природе сознания оригинальными и захватывающими и заявил, что его теория биоцентризма согласуется с самыми древними мировыми традиционными мудростями. «Это основа нашего Бытия, в которой возникают как субъективная, так и объективная реальность».
Физик и активист-анитеист Лоуренс Краусс заявил: «Насколько я вижу, тут нет никаких научных прорывов. Это может быть интересная философия, но она ничего не меняет в науке».
Дэниел Деннет, философ, занимающийся проблемами сознания и философии науки, считает, что концепция биоцентризма не соответствует стандартам философской теории, «Это выглядит противоположностью теории, поскольку даже не пытается объяснить феномен сознания. Он останавливается как раз там, где начинаются интересные вещи».
Учёный из Калифорнийского университета в Дейвисе Стивен Смит подверг критике некоторые принципы биоцентризма: шестой (об иллюзорности времени) и седьмой (об иллюзорности пространства); а также неверную трактовку эксперимента Либета.
Астрофизик и научный журналист Дэвид Линдли заявил, что концепция биоцентризма — это «смутная, невнятная метафора» и что не видно, как этот подход мог бы привести нас к новым научным открытиям. «Я бы сказал Ланца: Это все замечательно, но что дальше?».